# Мани (полуостров)
Мани, или понякога Майна (на гръцки: Μάνη; на италиански: Maina), е полуостров и същевременно област в Пелопонес.
На Мани се издига планината Тайгет, а в Тайгет се намира Мистра.
По времето на Древна Гърция, Мани е територия на Спарта.
След превземането на Константинопол от участниците в Четвъртия кръстоносен поход, Мани става последователно територия на Ахейското княжество и Пелопонеското деспотство.
Още с образуването на кралство Гърция, Мани става неразделна и съставна част от съвременна Гърция.